# カロリニアン (列車)

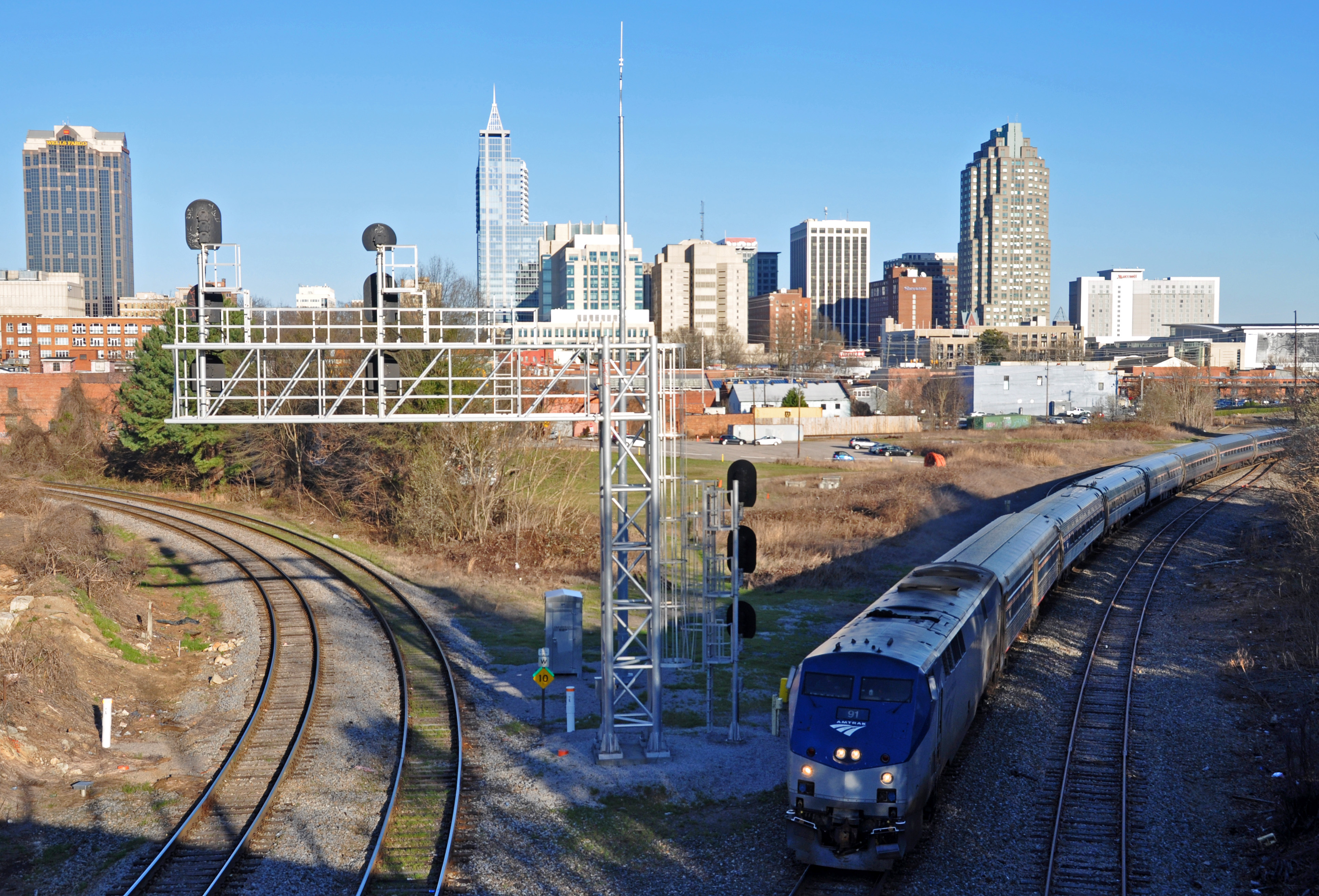
ローリー駅を出発する列車

カロリニアン（英語：Carolinian）は米国のシャーロットとニューヨークを結ぶ旅客列車。現在の列車は1990年から運行し、アムトラック及びノースカロライナ州運輸局が共同で運営する。ニューヨークとワシントンの間に北東回廊を使用する。

## 沿革
1984年10月28日に運行を開始した。当初、ローリーから旧シーボード鉄道線でバージニア州のピーターズバーグまで走り、そこで現在のルートに合流した。カロリニアン号及びシルバースター号はローリーにおいて同じ旧シーボード鉄道ローリー駅を使用し、ノースカロライナ州のヘンダーソン市にも停止した。ノースカロライナ州政府が年間$436,000の助成金で列車の運行を補助したが、翌年に助成金を中止し、アムトラックが1985年9月3日にカロリニアンの運行を中止した。旅客数が当初の見込みを上回ったが、多くがノースカロライナ州内の短距離旅客で、北東まで行く旅客が少なかったからである。
アムトラックとノースカロライナ州が1990年5月12日にカロリニアンの運行を再開した。当時の列車はロッキーマウントでパルメットと接続したが、 1991年4月に接続が終了し、その後の列車はニューヨークまで直通運行した。
1995年、「姉妹列車」といわれるピードモント号がローリー～シャーロット間で運行を開始した。 

## ルート
- アムトラック北東回廊（ニューヨーク～ワシントン）
- CSX鉄道（ワシントン～セルマ）
- NS鉄道（セルマ～グリーンズボロ～リンウッド～シャーロット）

ニューヨークからシャーロットまでの定刻時間は約13時30分間。

## 停車駅
ニューヨーク - ニューアーク - トレントン - フィラデルフィア - ウィルミントン - ボルチモア - ワシントン - アレクサンドリア - クアンティコ - フレデリックスバーグ - リッチモンド - ピーターズバーグ - ロッキー・マウント - ウィルソン - セルマ・スミスフィールド - ローリー - ケーリー - ダーラム - バーリントン - グリーンズボロ - ハイポイント - ソールズベリー - カナポリス - シャーロット

## 編成
一般的に、Viewlinerの荷物車、Amfleetのビジネスクラス車、Amfleetのカフェ車、3～4両のAmfleetコーチ車の編成で運行する。ワシントンの南にはGE P42DCのディーゼル機関車を使用し、ニューヨークとの間には電気機関車を使用する。この編成では最大旅客数は346人となる。